# Indice d'inégalité de genre
Pour les articles homonymes, voir IIG.

Carte du monde selon l'IIG en 2019 ; les pays en vert figurent parmi les pays les plus égalitaires entre hommes et femmes tandis que les pays en rouge sont les plus inégalitaires.

L'indice d'inégalité de genre ou IIG (en anglais : gender inequality index ou GII) est un indice créé par l'Organisation des Nations unies destiné à évaluer les différences entre les genres dans la distribution des progrès et à estimer la perte de développement humain due aux écarts de traitement entre hommes et femmes. Il fait partie des indices de développement humain. Il est estimé selon trois dimensions : la santé reproductive des femmes, leur autonomisation et le marché du travail,, et il permet ainsi d'estimer les pays dans lesquels les femmes sont plus ou moins désavantagées. Sa valeur est comprise entre 0 et 1 et plus sa valeur est élevée, plus le pays est inégalitaire entre hommes et femmes.

## Historique
L'indice d'inégalité des genres est créé en 2010 par le Programme des Nations Unies pour le développement (PNUD), en même temps que l'indice de la pauvreté multidimensionnelle (IPM),.

## Variables et calcul
La méthode de calcul de l'IIG est similaire à celle de l'indice du développement humain ajusté aux inégalités (IDHI).
Pour chaque dimension, plusieurs variables sont prises en compte. La santé reproductive rassemble des données sur le taux de mortalité maternelle et le taux de fécondité des adolescentes, l'autonomisation est mesurée par la proportion de sièges parlementaires occupés par des femmes et la part d'individus ayant un atteint une éducation secondaire, tandis que le statut économique est déterminé par le taux d'activité de la population chez les deux sexes parmi les personnes âgées de 15 ans et plus.
Les variables prises en compte dans le calcul de l'IIG sont extraites de bases de données internationales publiques :
- le taux de mortalité maternelle du Groupe interorganisations des Nations unies pour l’estimation de la mortalité maternelle (MMEIG) ;
- le taux de naissances chez les adolescentes issu des perspectives démographiques mondiales du Département des affaires économiques et sociales de l’ONU ;
- les statistiques sur les niveaux d’éducation atteints à partir des tableaux de niveau d’instruction de l’Institut des statistiques de l’UNESCO et des séries de données de Barro & Lee ;
- les données sur la représentation parlementaire de l’Union interparlementaire (UIP) ;
- le taux de participation au marché du travail tiré des indicateurs clés du marché du travail (ICMT) de l’Organisation internationale du travail (OIT)[7].

## Interprétation
Il s'agit d'un indice généraliste qui donne une indication sur la situation des femmes et la manière dont elles sont désavantagées par rapport aux hommes dans les trois domaines considérés (santé reproductive, autonomisation et accès au marché du travail). Il n'illustre cependant pas exactement une perte d'IDH, car il renferme des dimensions différentes de celles prises en compte par l'IDH.
Plus la valeur de l'IIG est proche de 0, plus le pays est jugé égalitaire entre hommes et femmes. D'après cet indice, les pays les plus égalitaires en 2010 sont les Pays-Bas, le Danemark et la Suède. En 2012, les Pays-Bas ont ainsi un indice d'inégalité de genre de 0,045, tandis que le Yémen qui occupe la dernière place du classement a un IIG de 0,747. Les disparités entre pays sont importantes. En 2015, la valeur de l'IIG va ainsi de 0,04 pour la Suisse qui est le pays le mieux classé à 0,767 pour le Yémen qui est le pays le plus inégalitaire du classement.
L'IIG n'est pas nécessairement le reflet de l'IDH. Par exemple, les États-Unis occupent la 13e place en termes d'IDH et la 42e place en termes d'IIG. Globalement, les pays industrialisés sont cependant les pays les mieux notés au classement de l'indice d'inégalité des genres.

## Utilité
À sa création, l'Indice d'inégalité de genre permet de remplacer l'un des deux indices de développement sur le genre élaborés en 1995 qui sont alors critiqués :  l'Indice de participation des femmes à la vie économique et politique (IPF ; en anglais Gender  empowerment  measure, GEM), le second,  l'Indice sexospécifique du développement humain (ISDH ; en anglais Gender-related development index, GDI) restant utilisé. Il n'emporte pas plus l'adhésion. 

## Critiques
Les variables prises en compte sont limitées pour chaque dimension. La participation des femmes à l'échelle locale ou dans la vie publique n'est pas considérée. La dimension sur l'accès au marché de l'emploi ne prend pas en compte le travail non rémunéré et l'adéquation du travail. D'autres variables comme les tâches ménagères, ont un impact négatif sur les loisirs ainsi que la forme ne sont pas non plus prises en compte, de même que les violences et la contribution aux décisions communautaires. 
L'indice d'inégalité des genres prend en compte des variables qui sont comparatives entre hommes et femmes ainsi que des variables qui sont uniquement spécifiques aux femmes, comme la santé reproductive basée sur le taux de mortalité maternelle et le taux de fécondité des adolescentes.
En 2019, Max McDonald et Neal Koblitz ont proposé de modifier la formule de calcul de l'index en y incluant la référence à la moyenne afin de résoudre une difficulté mathématique provoquant des résultats non valides. Leur nouvelle formule améliore le classement de plusieurs pays d'Amérique du Sud et baisse celui de plusieurs pays du Moyen Orient.

## Classement des pays en 2021
La liste suivante a été publiée dans le Rapport sur le développement humain 2021/2022 et est basée sur des données recueillies en 2021.
| Rang | Pays                             | IIG   |
| ---- | -------------------------------- | ----- |
| 1    | Danemark                         | 0,013 |
| 2    | Norvège                          | 0,016 |
| 3    | Suisse                           | 0,018 |
| 4    | Suède                            | 0,023 |
| 5    | Pays-Bas                         | 0,025 |
| 6    | Finlande                         | 0,033 |
| 7    | Singapour                        | 0,040 |
| 8    | Islande                          | 0,043 |
| 9    | Luxembourg                       | 0,044 |
| 10   | Belgique                         | 0,048 |
| 11   | Émirats arabes unis              | 0,049 |
| 12   | Autriche                         | 0,053 |
| 13   | Italie                           | 0,056 |
| 14   | Espagne                          | 0,057 |
| 15   | Corée du Sud                     | 0,067 |
| 15   | Portugal                         | 0,067 |
| 17   | Canada                           | 0,069 |
| 18   | Slovénie                         | 0,071 |
| 19   | Australie                        | 0,073 |
| 19   | Allemagne                        | 0,073 |
| 21   | Irlande                          | 0,074 |
| 22   | Japon                            | 0,083 |
| 22   | Israël                           | 0,083 |
| 22   | France                           | 0,083 |
| 25   | Nouvelle-Zélande                 | 0,088 |
| 26   | Croatie                          | 0,093 |
| 27   | Royaume-Uni                      | 0,098 |
| 28   | Estonie                          | 0,100 |
| 29   | Biélorussie                      | 0,104 |
| 30   | Lituanie                         | 0,105 |
| 31   | Pologne                          | 0,109 |
| 32   | Grèce                            | 0,119 |
| 32   | Monténégro                       | 0,119 |
| 34   | Tchéquie                         | 0,120 |
| 35   | Chypre                           | 0,123 |
| 36   | Serbie                           | 0,131 |
| 37   | Macédoine du Nord                | 0,134 |
| 38   | Bosnie-Herzégovine               | 0,136 |
| 39   | Albanie                          | 0,144 |
| 40   | Lettonie                         | 0,151 |
| 41   | Kazakhstan                       | 0,161 |
| 42   | Malte                            | 0,167 |
| 43   | Turkménistan                     | 0,177 |
| 44   | États-Unis                       | 0,179 |
| 45   | Slovaquie                        | 0,180 |
| 46   | Bahreïn                          | 0,181 |
| 47   | Chili                            | 0,187 |
| 48   | Chine                            | 0,192 |
| 49   | Ukraine                          | 0,200 |
| 50   | Russie                           | 0,203 |
| 51   | Moldavie                         | 0,205 |
| 52   | Bulgarie                         | 0,210 |
| 53   | Arménie                          | 0,216 |
| 54   | Qatar                            | 0,220 |
| 55   | Hongrie                          | 0,221 |
| 56   | Ouzbékistan                      | 0,227 |
| 57   | Malaisie                         | 0,228 |
| 58   | Uruguay                          | 0,235 |
| 59   | Arabie saoudite                  | 0,247 |
| 60   | Costa Rica                       | 0,256 |
| 61   | Brunei                           | 0,259 |
| 61   | Tunisie                          | 0,259 |
| 61   | Libye                            | 0,259 |
| 64   | Barbade                          | 0,268 |
| 65   | Turquie                          | 0,272 |
| 66   | Géorgie                          | 0,280 |
| 67   | Roumanie                         | 0,282 |
| 68   | Tadjikistan                      | 0,285 |
| 69   | Argentine                        | 0,287 |
| 70   | Azerbaïdjan                      | 0,294 |
| 71   | Vietnam                          | 0,296 |
| 72   | Oman                             | 0,300 |
| 73   | Cuba                             | 0,303 |
| 74   | Koweït                           | 0,305 |
| 75   | Mexique                          | 0,309 |
| 76   | Mongolie                         | 0,313 |
| 77   | Fidji                            | 0,318 |
| 78   | Bahamas                          | 0,329 |
| 79   | Thaïlande                        | 0,333 |
| 80   | Jamaïque                         | 0,335 |
| 81   | Trinité-et-Tobago                | 0,344 |
| 82   | Maurice                          | 0,347 |
| 83   | Maldives                         | 0,348 |
| 84   | Cap-Vert                         | 0,349 |
| 85   | Équateur                         | 0,362 |
| 86   | Belize                           | 0,364 |
| 87   | Kirghizistan                     | 0,370 |
| 88   | Salvador                         | 0,376 |
| 89   | Timor oriental                   | 0,378 |
| 90   | Pérou                            | 0,380 |
| 91   | Sainte-Lucie                     | 0,381 |
| 92   | Sri Lanka                        | 0,383 |
| 93   | Rwanda                           | 0,388 |
| 94   | Brésil                           | 0,390 |
| 94   | Saint-Vincent-et-les-Grenadines  | 0,390 |
| 96   | Panama                           | 0,392 |
| 97   | Afrique du Sud                   | 0,405 |
| 98   | Bhoutan                          | 0,415 |
| 99   | Samoa                            | 0,418 |
| 99   | Bolivie                          | 0,418 |
| 101  | Philippines                      | 0,419 |
| 102  | Colombie                         | 0,424 |
| 102  | Nicaragua                        | 0,424 |
| 104  | Maroc                            | 0,425 |
| 105  | Suriname                         | 0,427 |
| 106  | République dominicaine           | 0,429 |
| 107  | Honduras                         | 0,431 |
| 108  | Liban                            | 0,432 |
| 109  | Égypte                           | 0,443 |
| 110  | Indonésie                        | 0,444 |
| 111  | Paraguay                         | 0,445 |
| 111  | Namibie                          | 0,445 |
| 113  | Népal                            | 0,452 |
| 114  | Guyana                           | 0,454 |
| 115  | Iran                             | 0,459 |
| 116  | Cambodge                         | 0,461 |
| 117  | Botswana                         | 0,468 |
| 118  | Jordanie                         | 0,471 |
| 119  | Syrie                            | 0,477 |
| 120  | Laos                             | 0,478 |
| 121  | Guatemala                        | 0,481 |
| 122  | Inde                             | 0,490 |
| 123  | Venezuela                        | 0,492 |
| 124  | Sao Tomé-et-Principe             | 0,494 |
| 125  | Birmanie                         | 0,498 |
| 126  | Algérie                          | 0,499 |
| 127  | Burundi                          | 0,505 |
| 128  | Kenya                            | 0,506 |
| 129  | Éthiopie                         | 0,520 |
| 130  | Ghana                            | 0,529 |
| 131  | Bangladesh                       | 0,530 |
| 131  | Ouganda                          | 0,530 |
| 131  | Sénégal                          | 0,530 |
| 134  | Zimbabwe                         | 0,532 |
| 135  | Pakistan                         | 0,534 |
| 136  | Angola                           | 0,537 |
| 136  | Mozambique                       | 0,537 |
| 138  | Eswatini                         | 0,540 |
| 138  | Zambie                           | 0,540 |
| 140  | Gabon                            | 0,541 |
| 141  | Soudan                           | 0,553 |
| 142  | Malawi                           | 0,554 |
| 143  | Madagascar                       | 0,556 |
| 144  | Lesotho                          | 0,557 |
| 145  | Irak                             | 0,558 |
| 146  | Tanzanie                         | 0,560 |
| 147  | République du Congo              | 0,564 |
| 148  | Cameroun                         | 0,565 |
| 149  | Togo                             | 0,580 |
| 150  | Soudan du Sud                    | 0,587 |
| 151  | République démocratique du Congo | 0,601 |
| 152  | Bénin                            | 0,602 |
| 153  | Gambie                           | 0,611 |
| 153  | Niger                            | 0,611 |
| 155  | Côte d'Ivoire                    | 0,613 |
| 155  | Mali                             | 0,613 |
| 157  | Guinée                           | 0,621 |
| 157  | Burkina Faso                     | 0,621 |
| 159  | Guinée-Bissau                    | 0,627 |
| 160  | Tonga                            | 0,631 |
| 161  | Mauritanie                       | 0,632 |
| 162  | Sierra Leone                     | 0,633 |
| 163  | Haïti                            | 0,635 |
| 164  | Liberia                          | 0,648 |
| 165  | Tchad                            | 0,652 |
| 166  | République centrafricaine        | 0,672 |
| 167  | Afghanistan                      | 0,678 |
| 168  | Nigeria                          | 0,680 |
| 169  | Papouasie-Nouvelle-Guinée        | 0,725 |
| 170  | Yémen                            | 0,820 |
| NC   | Hong Kong                        | NC    |
| NC   | Liechtenstein                    | NC    |
| NC   | Andorre                          | NC    |
| NC   | Saint-Marin                      | NC    |
| NC   | Grenade                          | NC    |
| NC   | Antigua-et-Barbuda               | NC    |
| NC   | Seychelles                       | NC    |
| NC   | Saint-Christophe-et-Niévès       | NC    |
| NC   | Palaos                           | NC    |
| NC   | Dominique                        | NC    |
| NC   | Palestine                        | NC    |
| NC   | Tuvalu                           | NC    |
| NC   | Îles Marshall                    | NC    |
| NC   | États fédérés de Micronésie      | NC    |
| NC   | Kiribati                         | NC    |
| NC   | Vanuatu                          | NC    |
| NC   | Guinée équatoriale               | NC    |
| NC   | Îles Salomon                     | NC    |
| NC   | Comores                          | NC    |
| NC   | Djibouti                         | NC    |
| NC   | Érythrée                         | NC    |
| NC   | Corée du Nord                    | NC    |
| NC   | Monaco                           | NC    |
| NC   | Nauru                            | NC    |
| NC   | Somalie                          | NC    |

L'indice d'inégalité de genre est également calculé pour les pays ayant le même niveau d'IDH.
| Niveau d'IDH | 2021  |
| ------------ | ----- |
| Très élevé   | 0,155 |
| Élevé        | 0,329 |
| Moyen        | 0,494 |
| Faible       | 0,577 |

L'indice d'inégalité de genre est également calculé par région du monde.
| Région du monde               | Région du monde             | 2021  |
| ----------------------------- | --------------------------- | ----- |
| Pays en voie de développement | Pays arabes                 | 0,536 |
| Pays en voie de développement | Asie de l'Est et Pacifique  | 0,337 |
| Pays en voie de développement | Europe et Asie centrale     | 0,227 |
| Pays en voie de développement | Amérique latine et Caraïbes | 0,381 |
| Pays en voie de développement | Asie du Sud                 | 0,508 |
| Pays en voie de développement | Afrique subsaharienne       | 0,569 |
| Pays de l'OCDE                | Pays de l'OCDE              | 0,185 |
| Monde                         | Monde                       | 0,465 |